# Idealisierung (Psychologie)
Idealisierung stellt einen intrapsychischen Abwehrmechanismus dar und ist ein Schlüsselbegriff der Psychologie (vor allem der Entwicklungspsychologie) und der Sozialwissenschaften. Es beschreibt Verhalten, Gegenstände (Personen, Gruppen, Epochen, Regionen usw.) oder das Selbst zum unrealistisch überhöhten Ideal zu erheben.
In den ersten Lebensjahren erlebt das Kind seine Eltern als übermächtige, beschützende und perfekte Vorbilder ohne Schwächen (vgl. Elternimago). In seiner weiteren Entwicklung beginnt das Kind zu begreifen, dass auch die Eltern Schwächen haben und seinem eigenen Ideal einer perfekten Persönlichkeit nicht entsprechen. Dieses Denken entsteht als Nebenprodukt in der Vorstufe zur Empathie, welche das Kind im Alter von 6 Jahren erlernt. Jugendliche sondern sich in der Zeit der Pubertät von den idealisierten Eltern ab und die Freunde und eigene Beziehungen treten mehr und mehr in den Vordergrund. In der ersten Zeit der Pubertät werden oft unerreichbare Persönlichkeiten als Ideale angesehen (z. B. himmeln viele Jugendliche Popstars an). Für den – in der Adoleszenzphase stattfindenden Ablösungsprozess aus der Eltern-Kind-Beziehung ist eine Ent-Idealisierung wichtig.
Eine fehlende Realitätsprüfung einer Idealisierung kann zu kognitiven Verzerrungen (= verzerrten Wirklichkeitsvorstellungen) führen (siehe auch Fanatismus). Bei der Reaktionsbildung in der psychoanalytischen Theorie dient eine Idealisierung der Abwehr aggressiver Impulse gegen eine idealisierte Person, um Schuldgefühle und Ängste abzuwehren.
Verliebt sein (= Verliebtheit) ist die wohl bemerkenswerteste Form der Idealisierung. Diese Beziehung basiert am Anfang vor allem darauf, dass man beim (neuen) Partner nur positive Charaktereigenschaften erkennt / erhofft. Idealisierung beinhaltet auch eine Introjektion des Partners. Eine realistische, tragfähige Beziehung kann erst entstehen mit der Ent-Idealisierung und der damit verbundenen Annahme und Akzeptanz positiver und negativer Eigenschaften des Partners. Aus dem Verliebtsein entsteht so Liebe.